# Demokratische Vereinigung
Die Demokratische Vereinigung (DV) war eine politische Partei im deutschen Kaiserreich.
Die DV wurde 1908 von ehemaligen Mitgliedern der Freisinnigen Vereinigung gegründet, die der Fraktionsgemeinschaft ihrer Partei mit der Freisinnigen Volkspartei und der Süd-Deutschen Volkspartei skeptisch gegenüberstanden und die Beteiligung dieser Fraktionsgemeinschaft am sog. Bülow-Block, einer Reichstagsmehrheit aus Linksliberalen, Nationalliberalen und Konservativen, strikt verwarfen. Sie sahen darin ein Bündnis gegen die SPD und die Arbeiterklasse, an dem sie sich nicht beteiligen wollten.
Das Programm der DV enthielt Forderungen nach dem allgemeinen, gleichen, geheimen und direkten Wahlrecht, der Trennung von Kirche und Staat oder dem einheitlichen Aufbau des Schulwesens. Mit ihrer nach heutigem Verständnis sozialliberalen Ausrichtung war die Vereinigung vorübergehend „der äußerste linke Flügel des Liberalismus“ in Deutschland. Viele ihrer Reformforderungen waren unvereinbar mit der politischen Realität des wilhelminischen Deutschland – dennoch war die DV als bürgerliche Oppositionspartei weder revolutionär noch prinzipiell antimonarchisch orientiert.
Zu ihren wichtigsten Mitgliedern gehörten Theodor Barth, ihr „geistiger Vater“, Rudolf Breitscheid, ihr erster Vorsitzender, und Hellmut von Gerlach, der auf seinem Weg „von rechts nach links“ bei zahlreichen Parteien Station machte. Mitglied war seit 1908 auch Carl von Ossietzky, der ab 1911 in Das freie Volk, der Wochenzeitung der DV, publizierte. Daneben gehörten auch die Frauenrechtlerin Minna Cauer, der Pädagoge Georg Schümer und der Journalist und spätere Reichstagsabgeordnete Wolfgang Bartels der DV an.
Obwohl der organisatorische Aufbau der Partei in den ersten Jahren gute Fortschritte machte – nach eigenen Angaben hatte sie 1911 ca. 11.000 Mitglieder in 80 Ortsvereinen – schwanden ihre Zukunftsaussichten schon recht bald nach ihrer Gründung. Bereits 1909 starb Theodor Barth im Alter von knapp 60 Jahren und im gleichen Jahr kam es zum Zerfall des Bülow-Blocks, aus dessen Kritik sich die Existenzberechtigung der DV in erster Linie hergeleitet hatte. 1910 schließlich schlossen sich die anderen linksliberalen Parteien zur Fortschrittlichen Volkspartei zusammen, die sich bald für die SPD als wesentlich interessanterer Bündnispartner erwies als die kleine DV, die ihren Platz zwischen diesen beiden Parteien nur noch schwer definieren und behaupten konnte.
Bei der Reichstagswahl 1912 konnte die Demokratische Vereinigung, die nur in einem Bruchteil der Wahlkreise kandidierte, kein Mandat erringen. Lediglich Gerlach kam im Wahlkreis Marburg-Frankenberg in die Stichwahl, in der er seinem antisemitischen Gegenkandidaten von der Deutschsozialen Partei unterlag. Breitscheid erklärte nach diesem Ergebnis das Experiment der Parteigründung für gescheitert und trat in die SPD ein. Eine Reihe von Mitgliedern folgte ihm, während Gerlach nun die Parteiführung übernahm. Mit dem Ausbruch des Ersten Weltkrieges kam die Parteiarbeit faktisch zum Erliegen. 1918 gehörte Gerlach mit einigen verbliebenen Getreuen zum Berliner Gründerkreis der Deutschen Demokratischen Partei (DDP).